# Azurina lepidolepis
Azurina lepidolepis là một loài cá biển thuộc chi Azurina trong họ Cá thia. Loài này được mô tả lần đầu tiên vào năm 1877.

## Từ nguyên
Từ định danh lepidolepis được ghép bởi hai âm tiết trong tiếng Hy Lạp cổ đại, và cả hai đều mang nghĩa là "vảy", bắt nguồn từ lepís (λεπίς), hàm ý đề cập đến lớp vảy cá ở gáy và lưng có những vảy nhỏ hơn ở gốc.

## Phân loại học
A. lepidolepis ban đầu được xếp vào chi Chromis, nhưng dựa trên các phân tích di truyền mà loài này đã được chuyển sang chi Azurina.

## Phạm vi phân bố và môi trường sống
A. lepidolepis có phạm vi phân bố rộng khắp khu vực Ấn Độ Dương và Tây Thái Bình Dương. Từ Đông Phi, loài cá này được tìm thấy trải dài về phía đông đến quần đảo Line, giới hạn phía bắc đến quần đảo Izu và vùng biển phía nam Nhật Bản, xa về phía nam đến bãi cạn Rowley và Nouvelle-Calédonie. Ở Việt Nam, loài này được ghi nhận tại cù lao Chàm (Quảng Nam) và vịnh Nha Trang (Khánh Hòa).
A. lepidolepis sinh sống tập trung gần những rạn đá ngầm ngoài khơi và trong các đầm phá, đặc biệt là những nơi có rạn san hô phát triển phong phú, ở độ sâu đến 43 m.

## Mô tả
Chiều dài cơ thể lớn nhất được ghi nhận ở A. lepidolepis là 9 cm. Cơ thể có màu xanh lục xám đến nâu nhạt. Chóp các tia vây lưng và hai thùy đuôi có màu đen, vây hậu môn cũng có vệt đen ở phía sau. Mống mắt màu trắng, có một vạch đen băng qua đồng tử.
Số gai ở vây lưng: 12; Số tia vây ở vây lưng: 11–13; Số gai ở vây hậu môn: 2; Số tia vây ở vây hậu môn: 11–12; Số gai ở vây bụng: 1; Số tia vây ở vây bụng: 5; Số tia vây ở vây ngực: 18–20; Số vảy đường bên: 15–18; Số lược mang: 27–30.
Cá hồng Lutjanus bohar được ghi nhận là có thể bắt chước kiểu hình của A. lepidolepis (dưới danh pháp C. lepidolepis) tại Nhật Bản.

## Sinh thái học
Thức ăn của A. lepidolepis là các loài động vật phù du. Chúng thường hợp thành đàn và bơi gần nơi trú ẩn. Cá đực có tập tính bảo vệ và chăm sóc trứng.